# Trichacis cornuta
Trichacis cornuta är en stekelart som beskrevs av Fouts 1925. Trichacis cornuta ingår i släktet Trichacis och familjen gallmyggesteklar. Inga underarter finns listade i Catalogue of Life.